# Entablamento

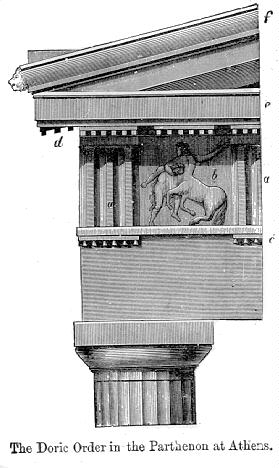
Entablamento de orden dórico del Partenón.

Se llama entablamento o cornisamento al conjunto de piezas que gravitan inmediatamente sobre las columnas en la arquitectura arquitrabada.
Se divide en tres secciones:
- arquitrabe
- friso
- cornisa

Los entablamentos son elementos básicos de la arquitectura clásica. La estructura del entablamento varía para los tres órdenes clásicos: dórico, jónico y corintio.
El origen de estos elementos parece estar en que los antiguos constructores imitaron en piedra las formas con las que construían en madera. Así el arquitrabe sería la trasposición en piedra de una viga de madera. Los triglifos (orden dórico) del friso serían las cabezas de las vigas secundarias que apoyan sobre la anterior, y la cornisa sería el borde de la tablazón de madera.

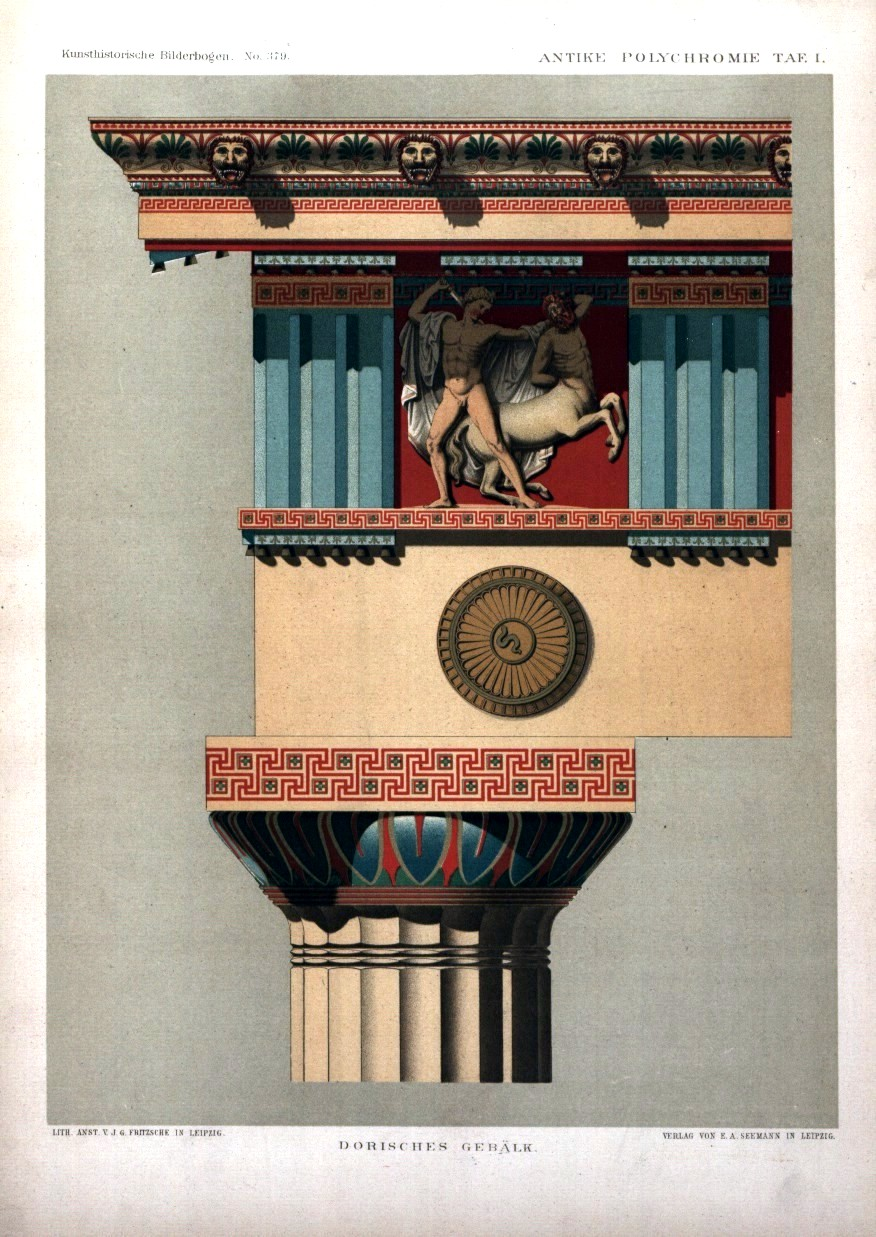
Reconstrucción de colores en el entablamento del Partenón.

Sobre la cornisa, se apoyan formando coronamiento, otras dos cornisas en ángulo o una sola arqueada llamándose a este conjunto frontón. El espacio circunscrito por el triángulo resultante recibe el nombre de tímpano. Los lados del frontón conforman los laterales de la cubierta.

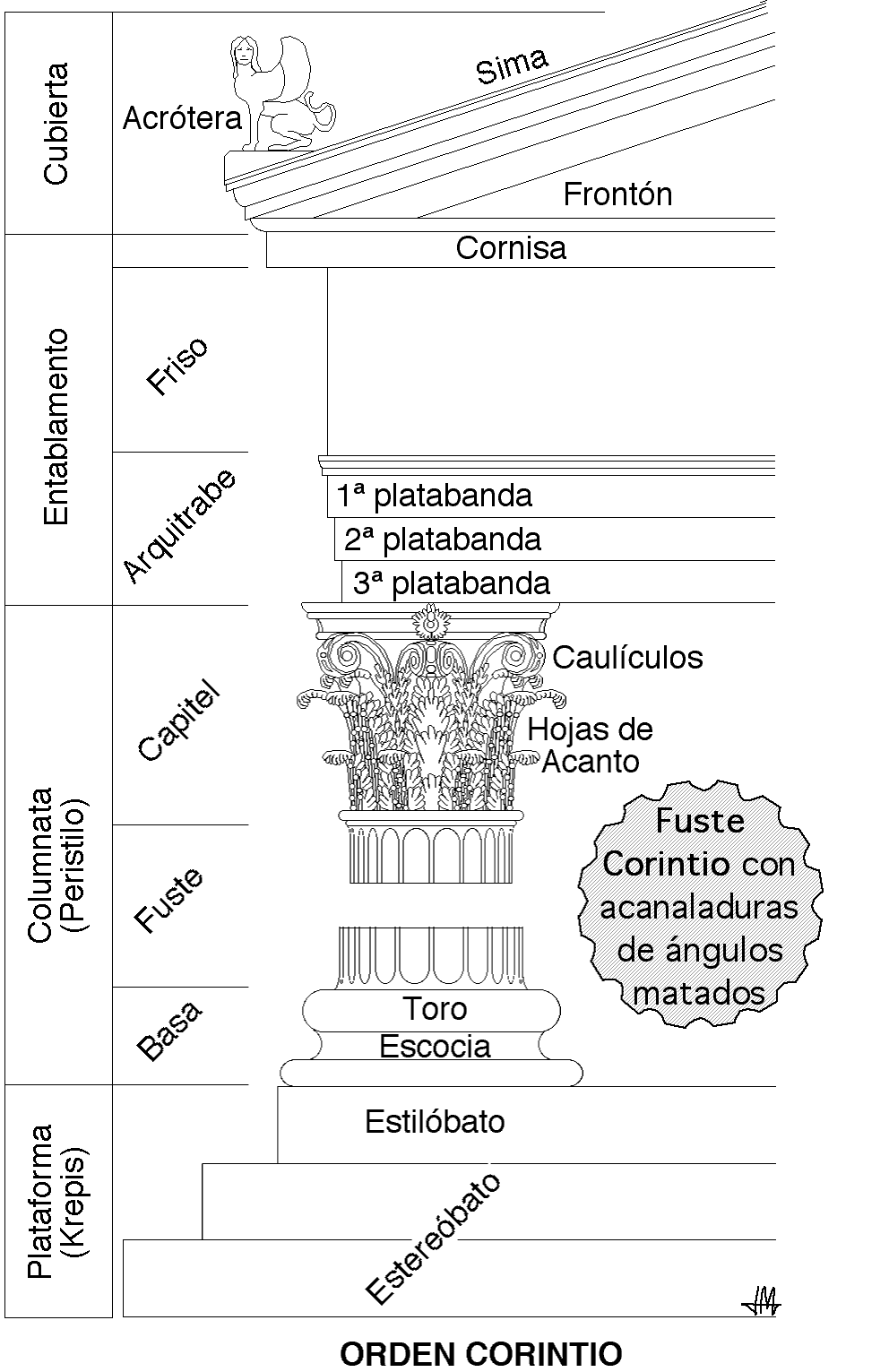
Entablamento en un templo corintio.

El entablamento está sostenido por las columnas y su altura varía de cuatro a cinco módulos o diámetros del fuste de una columna según el orden al que pertenece. Cuando están superpuestos varios órdenes los entablamentos de los órdenes intermedios no tienen cornisa, reservándose esta para el último piso del edificio.
Entre las diferentes formas de frontón las más comunes son:
- el frontón triangular (que es el más habitual);
- el frontón circular;
- el frontón partido;
- el frontón aguzado;
- el frontón rebajado (según la altura del triángulo);
- el gablete o piñón, que es un frontón aguzado y de puro adorno propio de la arquitectura gótica. También se llama piñón a la parte alta de un muro terminada en forma triangular.